# Gennaro De Filippo
Gennaro De Filippo (Napoli, 9 febbraio 1816 – Roma, 29 giugno 1887) è stato un avvocato, magistrato e politico italiano.

## Biografia
Senatore del Regno, fu Ministro di Grazia e Giustizia e Culti del Regno d'Italia nei Governi Menabrea II e Menabrea III.